# Манчево
Ма́нчево (болг. Манчево) — село в Кирджалійській області Болгарії. Входить до складу общини Момчилград.

## Населення
За даними перепису населення 2011 року у селі проживала 1 особа.
Розподіл населення за віком у 2011 році:
Динаміка населення: